# Sebastian Mila
Sebastian Mila (Koszalin, 1982. július 10. –) lengyel válogatott labdarúgó, jelenleg a Lechia Gdańsk játékosa.
A lengyel válogatott tagjaként részt vett a 2006-os világbajnokságon.

## Sikerei, díjai
Austria Wien
- Osztrák bajnok (1): 2005–2006
- Osztrák kupa (1): 2005–06

Dyskobolia Grodzisk Wielkopolski
- Lengyel kupa (1): 2004–05

Śląsk Wrocław
- Lengyel bajnok (1): 2011–12
- Lengyel szuperkupa (1): 2012

Lengyelország U16
- U16-os Európa-bajnoki ezüstérmes (1): 1999

Lengyelország U18
- U18-as Európa-bajnok (1): 2001